# Vettaikaranpudur
Vettaikaranpudur es una ciudad y nagar Panchayat situada en el distrito de Coimbatore en el estado de Tamil Nadu (India). Su población es de 17392 habitantes (2011).

## Demografía
Según el censo de 2011 la población de Vettaikaranpudur era de 17392 habitantes, de los cuales 8553 eran hombres y 8839 eran mujeres. Vettaikaranpudurtiene una tasa media de alfabetización del 67,17%, inferior a la media estatal del 80,09%: la alfabetización masculina es del 75,13%, y la alfabetización femenina del 59,59%.